# Joe H. Kirchberger
Joe H. Kirchberger (geboren als Joachim Heinrich Kirchberger, 29. Oktober 1910 in Berlin; gestorben 24. September 2000 in Tampa) war ein deutsch-amerikanischer Buchhändler und Sachbuchautor.

## Leben
Joachim Kirchberger war ein Sohn des jüdischen Mathematikers Paul Kirchberger und seiner Ehefrau Mathilde, geborene Küstermann (1872–1942). Er hatte drei Geschwister; der Maler Hermann Kirchberger war ein Adoptivkind seiner Eltern. Kirchberger besuchte das humanistische Zehlendorfer Gymnasium und studierte ab 1928 Jura, wurde aber nach der Machtübernahme der Nationalsozialisten als sogenannter „Halbjude“ aus dem Referendardienst entfernt. Er machte eine dreijährige Buchhändlerlehre, konnte aber aus demselben Grund nicht Mitglied der Reichskulturkammer werden. Aufgrund der erlittenen Diskriminierungen emigrierte er 1936 in die USA, ebenso seine zwei Brüder. Sein Vater überlebte den Holocaust, da er mit seiner „arischen“ Ehefrau in einer sogenannten „privilegierten Mischehe“ lebte.
In den USA arbeitete Kirchberger mehrere Jahre im Buchhandel, war Soldat der US-Army im Zweiten Weltkrieg und wurde in Europa eingesetzt, wurde dann kaufmännischer Angestellter in einem Chemiebetrieb und kam als Geschäftsreisender ab 1956 auch wieder nach Deutschland. 1962 heiratete er die vor den Nationalsozialisten aus Berlin geflohene New Yorker Literaturagentin Joan Daves, die er ab 1973 auf ihren jährlichen Reisen zur Frankfurter Buchmesse begleitete. Dabei vertrat er auch seine eigenen Interessen als Autor.
Kirchberger verfasste eine Reihe von Büchern zu historischen und kulturgeschichtlichen Themen, die sowohl in Englisch als auch zeitnah in Deutsch erschienen.

## Schriften (Auswahl)
- Das große Krüger-Zitaten-Buch : 15000 Zitate von der Antike bis zur Gegenwart. Herausgegeben und zusammengestellt von Joe H. Kirchberger. Frankfurt am Main : Krüger, 1977
- Zeugen ihrer Zeit : 4000 Zitate aus der abendländischen Geschichte. München: Piper, 1983
- The French Revolution and Napoleon. New York : Facts on File, 1989
- Die Französische Revolution : eine Chronik in Daten und Zitaten. Herrsching : Pawlak, 1992
- The Civil War and reconstruction. New York : Facts on File, 1990
- The First World War : an eyewitness history. New York : Facts on File, 1992
- Das große Sprichwörterbuch. München : Orbis, 1993
- Das grosse Rätsellexikon 150000 Antworten auf 40000 Fragen. München: Droemer Knaur, 1996
- Dorothee Sölle; Joe H. Kirchberger; Anne-Marie Schnieper: Grosse Frauen der Bibel. Freiburg : Herder, 1993
- Dorothee Sölle; Joe H. Kirchberger; Herbert Haag: Maria : Kunst, Brauchtum und Religion in Bild und Text. Freiburg im Breisgau : Herder, 1997
- Dorothee Sölle; Joe H. Kirchberger; Anne-Marie Schnieper: Great women of the Bible in art and literature. Vorwort Herbert Haag. Minneapolis, Minn. : Fortress Press, 2006, Abridged ed.